# Línea B80 (Córdoba)
La Línea B80 es una línea barrial de transporte urbano de pasajeros de la ciudad de Córdoba, Argentina. El servicio está operado por la empresa T.A.M.S.E.

## Recorrido
Servicio diurno.

### Línea B 80 Bº Cárcano  De B° Villa Cnel. Olmedo a B° Cárcano
Ida:  Av. Muñecas – Calle 28 – Hermanos Wagner – Calle 26 – Av. Muñecas – Av. 11 de septiembre – De Las Leyes Agrarias – Rotonda Cárcano.
Regreso:  Rotonda Cárcano – De Las Leyes Agrarias – Av. 11 de septiembre – Av. Muñecas.

### Línea B 80 Polo Sanitario  De B° Villa Cnel. Olmedo a Polo Sanitario
Ida:  Av. Muñecas – Calle 28 – Hermanos Wagner – Calle 26 – Av. Muñecas – Av. 11 de septiembre – De Las Leyes Agrarias – Rotonda Cárcano – De Las Leyes Agrarias – Av. 11 de septiembre – Malagueño – Av. Revolución de Mayo – Av. Madrid – Dr. Ricardo Luti – Bajada Pucará.
Regreso:  Bajada Pucará – Av. Revolución de Mayo – Malagueño – Av. 11 de septiembre – De Las Leyes Agrarias – Rotonda Cárcano – De Las Leyes Agrarias – Av. 11 de septiembre – Av. Muñecas.